# فيلا نوفا دوس مارتيريوس
فيلا نوفا دوس مارتيريوس بلدية تقع في ولاية مارانهاو في المنطقة الشمالية الشرقية من البرازيل.